# Leona Dare
Susan Adeline Stuart, más conocida por el nombre artístico Leona Dare o como la Reina de las Antillas o el Orgullo de Madrid (1854 o 1855, Spokane (Washington) - 24 de mayo de 1922) fue una acróbata aérea y trapecista estadounidense, famosa por sus acrobacias en trapecios suspendidos desde globos aerostáticos en ascenso.

## Trayectoria

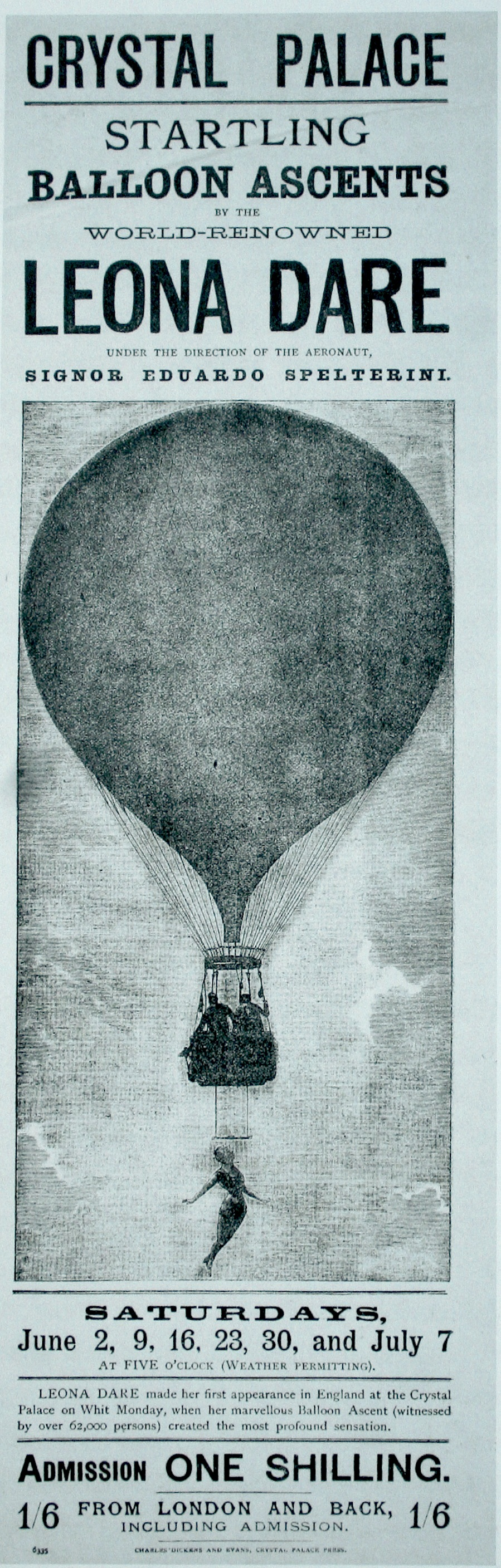
Anuncio del espectáculo de acrobacia aérea de Leona Dare bajo el globo "Urania" (1887, talleres Surcouf) del aeronauta Eduard Spelterini en junio y julio de 1888 en el Crystal Palace de Londres.

Aprendió en Nueva Orleans con los Hermanos Hall, trapecistas conformado por Thomas y Stewart Hall, también conocidos como Brothers Dare. En 1871, se casó con Thomas Hall y debutó en su espectáculo. Actuó en el Nixon's Amphitheatre de Nueva York y formó parte del circo de Joel E. Warner. Como artista circense, su primera especialidad fue ascender sujeta al trapecio únicamente por los dientes, número denominado «mandíbula de acero».
Su primer espectáculo de acrobacia aérea tuvo lugar en agosto de 1872, cuando actuó en Indianápolis suspendida de un globo aerostático y elevando del suelo a su marido sujetándolo por la cintura con los dientes, número que la llevó de gira por Europa, en la que actuó en el Folies Bergère de París, en enero de 1877.
En junio de 1880, mientras se recuperaba de un accidente, se casó en Londres con Ernest Theodore Grunebaum, quien se convirtió en su segundo marido y pareja artística. Otro accidente fue el que le causó la muerte a Grunebaum, cuando durante una actuación en Valencia en 1884 se cayó mientras ella le agarraba.
En 1888, se asoció con el aeronauta Eduard Spelterini, en un número en el que iba suspendida de su globo hasta grandes alturas, algunas fuentes indican hasta los 1 000 m, mientras realizaba sus acrobacias. Sus ascensos en junio y julio de 1888, desde el Crystal Palace de Londres les hicieron mundialmente famosos, y juntos recorrieron Europa y Moscú. Su última actuación fue en octubre de 1889 en Budapest.
En 1890, mientras actuaba en París, se soltó del trapecio cuando el globo comenzaba a subir y se rompió una pierna. Pocos años después, dejó de actuar. Falleció con 67 años, el 24 de mayo de 1922, en Spokane (Washington) donde se había retirado.